# Julian Rogocki
Julian Rogocki ps. „Erjot” (ur. 17 lutego 1909 we Lwowie, zm. 8 czerwca 1975 w Londynie) – podporucznik Polskich Sił Zbrojnych.

## Życiorys
Urodził się 17 lutego 1909 we Lwowie. U kresu I wojny światowej w listopadzie 1918 brał udział w obronie Lwowa podczas wojny polsko-ukraińskiej. Przed 1939 uprawiał sport oraz udzielał się w ochotniczej straży pożarnej. Został żołnierzem żandarmerii Wojska Polskiego II RP.
Podczas II wojny światowej podjął działalność w Związku Walki Zbrojnej, przyjmując pseudonim „Erjot”. Został aresztowany przez NKWD i osadzony w więzieniu na Zamarstynowie. Później został zesłany do sowieckich łagrów w Workucie. Na mocy amnestii w odzyskał wolność. Był żołnierzem Polskich Siły Zbrojnych w ZSRR, a później służył w szeregach 2 Korpusu Polskich Sił Zbrojnych, uczestniczył w kampanii włoskiej, w tym w bitwie pod Monte Cassino.
Po wojnie pozostał na emigracji w Wielkiej Brytanii. Został członkiem zarządu Koła Lwowian we Londynie. Pracując w Londynie jako krawiec 21 grudnia 1966 został naturalizowany w Wielkiej Brytanii. W 1967 został awansowany przez władze RP na uchodźstwie na stopień podporucznika tytularnego. Zmarł 8 czerwca 1975 w Londynie. Został pochowany w Wielkiej Brytanii 16 czerwca 1975.

## Ordery i odznaczenia
- Krzyż Kawalerski Orderu Odrodzenia Polski (11 listopada 1973)[5]
- Krzyż Walecznych[1][2]
- Złoty Krzyż Zasługi[1][2]
- Krzyż Armii Krajowej[1]
- Złota Odznaka Honorowa Koła Lwowian w Londynie[1]